# Col·lació
La col·lació, en dret de successions, consisteix en una operació que, en els casos establerts per la llei, cal dur a terme en el procés de fer els càlculs per a la partició d'una herència i la determinació de la part d'aquesta que han de rebre els diferents cohereus. Per tant, s'aplica quan hi ha més d'un hereu. L'operació consisteix en consignar en l'inventari de l'herència, en l'actiu hereditari, aquells béns que algun o alguns dels hereus ja hagin rebut gratuïtament (per donació) del causant abans de l'obertura de la successió hereditària d'aquest. La finalitat és prevenir (en els casos en què la llei així ho estableix) que es produeixin desigualtats entre els cohereus per raó d'haver ja percebut anticipadament i gratuïta béns del causant.

## Dret civil català
El Codi Civil de Catalunya regula aquesta figura en els articles 464-17 a 464-20. Les particularitats que té són les següents:
a) només és col·lacionant (obligat a fer la col·lació dels béns rebuts gratuïtament del causant en vida d'aquest) la persona descendent hereva quan hi concorre amb una altra de la mateixa condició;
b) s'admet la voluntat contrària de la persona causant en atorgar la seva liberalitat o donació (al fer la donació pot quedar exclosa l'obligació del futur hereu de fer la col·lació respecte als béns objecte de la donació);
c) inclou el net o neta que són hereus sobre els béns que havia col·lacionat el seu pare, quan aquell és hereu d'aquest i sobre els béns que han arribat al seu poder, i
d) no hi ha col·lació per als cohereus que no són descendents de la causant, ni els legataris o creditors de l'herència. La referència del valor és la data de defunció de la causant (els béns el comptabilitzen en la col·lació pel valor que tenien en la indicada data).